# 有田P おもてなす
『有田P おもてなす』（ありたピー おもてなす）は、NHK総合テレビジョンにて、2018年4月7日から2022年3月5日まで放送されていたお笑いバラエティ番組。有田哲平（くりぃむしちゅー）の冠番組。

## 概要
有田哲平がプロデューサーとして、最上級のおもてなしでゲストを喜ばせるべく、ゲストが答えた膨大なアンケートをもとに芸人たちのネタをアレンジし、この番組だけのオリジナルネタを披露させるという番組。2017年に特別番組として2回放送され、2018年4月からレギュラー化された。有田およびくりぃむしちゅーのメンバーがNHKで冠番組を持つのは初めてである。
「ゲストを喜ばせるため」という名の下で有田が繰り出す無茶振りが呼び物の一つになっている。有田本人が「（出演する芸人は）当日ふらっときて収録すればいいというものではない」と語るように、芸を披露する前段階で事前準備の模様を収録したロケーションが行われる。
38回（2019年4月6日 - ）より横澤夏子が「専属記者」を担当する新コーナー「ステキなニュースでおもてなす」が組み込まれた。53回からは「専属AP」を担当する「マッチング芸人でおもてなす」となり、100回からは有田やゲストと共にネタを鑑賞し、ネタを終えた芸人にインタビューする「AP横澤面談」（番組公式サイト・ツイッターでの公開）となった。
2019年10月19日放送分が、2019年10月度ギャラクシー月間賞 を受賞。
2020年度まではエンドクレジットで「終 制作著作NHK」と表示されていたが、2021年度より「終」の表記は廃止されている。
2022年3月5日放送をもって番組終了。

## 出演
- 司会：有田哲平（くりぃむしちゅー）文字放送のテロップの色は青。
- 専属AP：横澤夏子

その他出演
- 向井慧（パンサー） - 横澤が第66回（2020年2月15日）から産休に入り、代理としてAPを第73回（同年5月23日）まで担当。横澤は第78回（同年7月11日）の放送より復帰。
- 誠子（尼神インター）、福田麻貴（3時のヒロイン）、山﨑ケイ（相席スタート） - 横澤が2度目の産休に入った第115回（2021年10月2日）より代理APを担当（115・116回が誠子、117・118・121・123回が山﨑、119・120回が福田）。横澤は最終回の放送で復帰。

## 放送時間

### レギュラー放送
2018年度
- 本放送：毎週土曜日 22:10 - 22:53
- 再放送：毎週木曜日 0:15 - 1:00（水曜深夜）

2019年・2020年度
- 本放送：毎週土曜日 22:10 - 22:45
- 再放送：毎週木曜日 0:20 - 0:55（水曜深夜）

2021年度
- 本放送：毎週土曜日 21:50 - 22:20
- 再放送：毎週木曜日 0:51 - 1:21（水曜深夜）

## 放送内容

### 特番放送
| 回    | 放送日         | ゲスト   | 出演芸人                                                   | その他の出演                     | 備考               |
| ----- | -------------- | -------- | ---------------------------------------------------------- | -------------------------------- | ------------------ |
| Vol.1 | 2017年3月24日  | 木村佳乃 | サンドウィッチマン、ロッチ、トレンディエンジェル、シソンヌ | 有村架純                         | ※22:00 - 22:45放送 |
| Vol.2 | 2017年12月29日 | 鈴木亮平 | スピードワゴン、ロバート、笑い飯                           | 北川景子、迫田孝也、ダンディ坂野 | ※21:00 - 21:45放送 |

### レギュラー放送
| 2018年度 | 2018年度 | 2018年度            | 2018年度 | 2018年度 | 2018年度                                                                       |
| 回       | 本放送日 | ゲスト              | 出演芸人（一本ネタ／ショートネタ）                                                                                               | その他の出演 | 備考                                                                           |
| 2018年   | 2018年   | 2018年              | 2018年 | 2018年 | 2018年                                                                         |
| -------- | -------- | ------------------- | --- | --- | ------------------------------------------------------------------------------ |
| 1        | 4月7日   | 葵わかな            | ロッチ、とろサーモン ／ どんぐりパワーズ、ネルソンズ、ヤンシー&マリコンヌ、あがすけ、ペコリーノ、東京ホテイソン                  | | レギュラー放送初回。                                                           |
| 2        | 4月14日  | 松雪泰子            | 流れ星、さらば青春の光 ／ ジョイマン、どぶろっく、阿佐ヶ谷姉妹                                                                   | 永野芽郁 |                                                                                |
| 3        | 4月21日  | 寺島しのぶ          | ニッチェ、ジャングルポケット ／ シューマッハ、アイデンティティ、ウエスP、バビロン、田中上野、東京ホテイソン                      | |                                                                                |
| 4        | 4月28日  | 土屋太鳳            | ライス、アルコ&ピース ／ あかつ、お侍ちゃん、川井、ラブレターズ、ニッチロー'                                                     | |                                                                                |
| 5        | 5月5日   | 寺田心              | タイムマシーン3号、かもめんたる ／ 原西孝幸（FUJIWARA）、永野、ちゅうえい（流れ星）、篠宮暁（オジンオズボーン）                  | |                                                                                |
| 6        | 5月12日  | 中山美穂            | にゃんこスター、エレキコミック ／ 新作のハーモニカ、ジェラードン、ジャッキーちゃん、レイザーラモンRG、AMEMIYA                    | アンドーひであき、マイコーりょう（エレキコミックのコントへの出演）                                                                               |                                                                                |
| 7        | 5月19日  | 谷原章介            | カミナリ、ニューヨーク ／ ストロベビー、超新塾、東京ホテイソン、橋山メイデン                                                     | 石田明（NON STYLE） ／小郷知子（カミナリ・ニューヨークの漫才への出演）                                                                           |                                                                                |
| 8        | 5月26日  | 三浦春馬            | しずる、TKO ／ 牧野ステテコ、紺野ぶるま、Aマッソ                                                                                 | JUJU ／しまぞうZ・紫吹淳（TKOのコントへの出演）                                                                                                  |                                                                                |
| 9        | 6月2日   | 加藤綾子            | 我が家、Wエンジン ／ 小島よしお、キンタロー。、ハリウッドザコシショウ                                                            | dainmt ／堺正幸（我が家の漫才への出演） |                                                                                |
| 10       | 6月9日   | 畠山愛理            | アンガールズ、ハマカーン ／ あばれる君                                                                                           | | プロ野球中継「交流戦・巨人×西武」延長のため、15分繰り下げ22:25 - 23:08に放送。 |
| 11       | 6月23日  | 蝶野正洋            | ナイツ、さらば青春の光／じゅんいちダビッドソン 、神奈月、松村邦洋                                                                | |                                                                                |
| 13       | 7月21日  | miwa                | バンビーノ、ザブングル／レインボー、古賀シュウ、ゆーびーむ☆、馬鹿よ貴方は                                                        | 中村陽らら（バンビーノ・ザブングルのコントへの出演）、オバタコウジ・eji・桑迫陽一・井嶋啓介（miwaのバンドメンバー、ザブングルのコントへの出演）  | 第12回は平成30年7月豪雨関連報道に伴い延期。                                    |
| 14       | 7月28日  | 常盤貴子            | スーパーマラドーナ、フルーツポンチ、ずん                                                                                         | 安延佳珠子 |                                                                                |
| 12       | 8月4日   | 間宮祥太朗          | 流れ星、たんぽぽ | 東京ホテイソン、ジェラードン、四千頭身、霜降り明星／八木裕（たんぽぽのコントへの出演）                                                           | 本来は7月7日放送予定だった。                                                   |
| 15       | 8月11日  |                     | アンガールズ、ジャングルポケット、さらば青春の光、カミナリ                                                                       | | （特別編）                                                                     |
| 16       | 9月1日   | 長谷川京子          | スピードワゴン、フォーリンラブ、アルコ&ピース                                                                                    | |                                                                                |
| 17       | 9月15日  | 西川貴教            | タイムマシーン3号、ライス／きつね、パーマ大佐、レギュラー、テツandトモ                                                           | 原口あきまさ・中垣みな・寛香（ライスのコントへの出演）                                                                                           |                                                                                |
| 18       | 9月22日  | 徳島えりか 豊田順子 | アンガールズ、よゐこ | 水卜麻美、桝太一／はいだしょうこ（アンガールズのコントへの出演）、秋山気清（よゐこのコントへの出演）                                             | テレビ放送開始65周年 NHK×日テレ コラボデー                                     |
| 19       | 9月29日  | 壇蜜                | カミナリ、エレキコミック／レイザーラモンHG、ヒロシ、波田陽区、天津木村                                                           | 井田寛子（カミナリの漫才への出演）、ラジバンダリ西井・パッション屋良・クールポコ。（エレキコミックのコントへの出演）                             |                                                                                |
| 20       | 10月6日  | 大谷亮平            | ロッチ、ラバーガール／ネルソンズ、トンツカタン、ラブレターズ                                                                     | ベック／狩野舞子（ロッチのコントへの出演）、桜井ちひろ（ラバーガールのコントへの出演）                                                           |                                                                                |
| 21       | 10月13日 | 十朱幸代            | 銀シャリ、うしろシティ | |                                                                                |
| 22       | 10月20日 | 小宮山悟            | ハマカーン、ジャルジャル／田畑藤本、脳みそ夫、ZAZY                                                                               | 黒木知宏（ハマカーンの漫才、ジャルジャルのコントへの出演）、ニッチロー・ひがもえる（ジャルジャルのコントへの出演）                               |                                                                                |
| 23       | 10月27日 | 竹内結子            | サンシャイン池崎、流れ星／スギちゃん、やさしいズ、なかやまきんに君、ワッキー                                                     | |                                                                                |
| 24       | 11月10日 | 泉谷しげる          | かまいたち、我が家／アイデンティティ、コウメ太夫、ゴー☆ジャス                                                                    | さだまさし |                                                                                |
| 25       | 11月17日 | 篠原涼子            | カミナリ、たんぽぽ／マツモトクラブ、パーパー、フルーツポンチ                                                                     | |                                                                                |
| 26       | 11月24日 | 中尾明慶            | TKO、かもめんたる／アインシュタイン、ロングコートダディ、セルライトスパ                                                          | やしろ優・きくりん・橋爪ヨウコ・ホリ（TKOのコントへの出演）                                                                                      |                                                                                |
| 27       | 12月1日  | JUJU                | コロコロチキチキペッパーズ、さらば青春の光／ピスタチオ、四千頭身、牧野ステテコ                                                   | 青柳誠（コロコロチキチキペッパーズのコントへの出演）                                                                                             |                                                                                |
| 28       | 12月8日  | 永野芽郁            | タイムマシーン3号、ハナコ／2700、善し（COWCOW）                                                                                  | ANZEN漫才・ピコ太郎／安室奈美似・沙羅・花香よしあき（ハナコのコントへの出演）                                                                    |                                                                                |
| 29       | 12月22日 | 船越英一郎          | ザブングル、U字工事／プラス・マイナス、トンツカタン、チーモンチョーチュウ                                                        | 遊井亮子・山田純大・河相我聞（ザブングルのコントへの出演）、阿部渉・安部みちこ（U字工事の漫才への出演）                                          |                                                                                |
| 2019年   |          |                     | | |                                                                                |
| 30       | 1月19日  | 宮崎美子            | うしろシティ、はんにゃ／東京ホテイソン、東大ヤンキー澤山、ピーマンズスタンダード・南川聡史、田畑藤本・藤本淳史、レイザーラモンRG | |                                                                                |
| 31       | 1月26日  | ピエール瀧          | ラバーガール、ザ・ギース | ダンディ坂野・天津木村・レイザーラモンRG（ザ・ギースのコントへの出演）                                                                           |                                                                                |
| 32       | 2月2日   | IKKO                | ずん、東京ダイナマイト／阿佐ヶ谷姉妹、丸山礼、フルーツポンチ                                                                     | 坂本冬休み・ツートン青木・君島遼（ずんのコントへの出演）                                                                                         |                                                                                |
| 33       | 2月9日   | 千葉雄大            | アルコ&ピース、エレキコミック／佐久間一行、いかちゃん、もう中学生                                                                | 網野公一（エレキコミックのコントへの出演） |                                                                                |
| 34       | 2月16日  | 中島美嘉            | スピードワゴン、レイザーラモン／アイロンヘッド、馬と魚、どぶろっく                                                               | 田口佑希（スピードワゴンの漫才への出演）、ブリリアン（レイザーラモンの漫才への出演）                                                             |                                                                                |
| 35       | 2月23日  | 二階堂ふみ          | 三四郎、アンガールズ | きしたかの・ルシファー吉岡（三四郎の漫才への出演）、ピーチキャッスル・凸凹トラベリング・前田夏希・グルクンマスク（アンガールズのコントへの出演） |                                                                                |
| 36       | 3月9日   | 山下健二郎          | ナイツ、あばれる君／見取り図、金属バット、おいでやす小田                                                                         | 朝日奈央・菊元俊文・マットン（あばれる君のコントへの出演）                                                                                       |                                                                                |
| 37       | 3月16日  | 遊助                | 品川庄司、TKO／四千頭身、ラブレターズ、ミサイルマン                                                                              | 蛭子能収、品川庄司（TKOのコントへの出演） |                                                                                |

| 2019年度 | 2019年度 | 2019年度                     | 2019年度                                                                                                   | 2019年度 | 2019年度 |
| 回       | 本放送日 | ゲスト                       | 出演芸人（一本ネタ／ショートネタ）                                                                         | その他の出演 | 備考 |
| 2019年   | 2019年   | 2019年                       | 2019年 | 2019年 | 2019年 |
| -------- | -------- | ---------------------------- | --- | --- | --- |
| 38       | 4月6日   | 草刈正雄                     | カミナリ、さらば青春の光                                                                                   | 小坂なおみ・しまぞうZ・こにわ（さらば青春の光のコントへの出演）                                                                            | |
| 39       | 4月13日  | 安田顕                       | ダイアン、トム・ブラウン                                                                                   | | |
| 40       | 4月20日  | 水野美紀                     | ザブングル、うしろシティ                                                                                   | 西尾健（ザブングルのコントへの出演）、山本高広・モリタク!・四千頭身（うしろシティのコントへの出演）                                        | |
| 41       | 5月11日  | YOU                          | ハマカーン、シソンヌ                                                                                       | デニス（ハマカーンの漫才への出演）、JP・デコピン浜ちゃん・北条ふとし・ガリベンズ矢野（シソンヌのコントへの出演）                           | |
| 42       | 5月18日  | 松坂桃李                     | タイムマシーン3号、コロコロチキチキペッパーズ                                                              | 鈴木史朗（タイムマシーン3号の漫才への出演）                                                                                                | |
| 43       | 6月1日   | 玉森裕太                     | 我が家、フルーツポンチ                                                                                     | モリタク!、松本明子（フルーツポンチのコントへの出演）                                                                                      | |
| 44       | 6月8日   | 芦田愛菜                     | 銀シャリ、アルコ&ピース                                                                                    | パーマ大佐（アルコ&ピースのコントへの出演）                                                                                                | |
| 45       | 6月15日  | 渡辺麻友                     | トレンディエンジェル、ニッチェ                                                                             | ニセAKB（八幡カオル・りかっち・せつこ・紺野ぶるま・トラ・オーヤマ・高田千尋）（トレンディエンジェルの漫才への出演）                        | |
| 46       | 6月22日  | デヴィ夫人                   | 品川庄司、阿佐ヶ谷姉妹                                                                                     | ジェラードン・青木隆治・伊沢拓司・水上颯（阿佐ヶ谷姉妹のコントへの出演）                                                                   | |
| 47       | 7月6日   | 武田真治                     | とろサーモン、サンシャイン池崎                                                                             | 村雨辰剛・高橋由美子・藤井尚之（サンシャイン池崎のコントへの出演）                                                                         | |
| 48       | 8月17日  | 加藤雅也                     | さらば青春の光、コロコロチキチキペッパーズ                                                                 | ガーリィレコード高井佳佑・ブラゴーリ塚田裕輝・スタジオカドタ（コロコロチキチキペッパーズのコントへの出演）                                 | |
| 49       | 8月31日  | 宮城県（見届人： 佐々木主浩) | ロッチ、エレキコミック                                                                                     | 坂下隆・ガリベンズ矢野・石井かおる（ロッチのコントへの出演）、さとう宗幸・ニードル・まつトミ・伊達武将隊（エレキコミックのコントへの出演） | NHK仙台放送局出張SP（NHK東日本大震災プロジェクトの一環として位置づけられている）                                                                             |
| 50       | 9月7日   | 竹中直人                     | ハナコ、ライス                                                                                             | ゆうぞう・永野（ライスのコントへの出演）                                                                                                   | |
| 51       | 9月14日  | オダギリジョー               | 霜降り明星、うしろシティ                                                                                   | クロちゃん（霜降り明星の漫才への出演） | |
| 52       | 9月21日  | きゃりーぱみゅぱみゅ         | カミナリ、天竺鼠                                                                                           | | |
| 53       | 10月5日  | 富田靖子                     | トレンディエンジェル、TKO／おいでやす小田、空気階段                                                        | 大島優子／木本武宏・川島夕空・村上ショージ（トレンディエンジェルの漫才への出演）、若井おさむ・ぬまっち（TKOのコントへの出演）              | |
| 54       | 10月17日 | 尾野真千子                   | パンサー、アルコ&ピース／四千頭身、ゾフィー                                                                | 海原はるか・かなた・瀧見信行・すっちー・太田芳伸・酒井藍・GO!皆川（アルコ&ピースのコントへの出演）                                         | 当初は10月12日に放送予定だったが、令和元年東日本台風（台風19号）接近に伴う特設ニュースを総合テレビでほぼ終日放送するため、該当日（再放送枠）に延期となった。 |
| 55       | 10月19日 | ムロツヨシ                   | シソンヌ、ラバーガール／かが屋、ジェラードン                                                               | 高木豊・ダンディ坂野・三瓶（シソンヌのコントへの出演）、後藤拓実・春日俊彰・永野宗典・石田剛太（ラバーガールのコントへの出演）             | 2020年6月5日に第57回ギャラクシー賞・奨励賞受賞。 |
| 56       | 11月2日  | 小林幸子                     | アンガールズ、ダイアン／ネルソンズ、横澤夏子                                                               | | |
| 57       | 11月9日  | 佐藤勝利                     | タイムマシーン3号、笑い飯／ラニーノーズ、GAG                                                               | りんごちゃん、滝沢カレン | |
| 58       | 11月16日 | 神木隆之介                   | かまいたち、バイきんぐ／まんじゅう大帝国、納言                                                             | | |
| 59       | 11月23日 | 堤真一                       | よゐこ、しずる／学天即、たくろう                                                                           | バイク川崎バイク（しずるのコントへの出演）                                                                                                 | |
| 60       | 12月7日  | 杉咲花                       | 品川庄司、ニッチェ／うるとらブギーズ、ZAZY                                                                 | 加藤一二三（ニッチェのコントへのVTR出演）                                                                                                  | |
| 2020年   |          |                              | | | |
| 61       | 1月4日   | 高橋克典                     | 流れ星、ジャングルポケット／モグライダー、クロコップ                                                       | 安東弘樹、トム・ブラウン（ジャングルポケットのコントへの出演）                                                                             | |
| 62       | 1月11日  |                              | さらば青春の光、アンガールズ、タイムマシーン3号                                                            | | ベストネタセレクションPart I |
| 63       | 1月18日  |                              | 霜降り明星、サンシャイン池崎、銀シャリ、我が家                                                             | | ベストネタセレクションPart II |
| 64       | 2月1日   | 観月ありさ                   | とろサーモン、阿佐ヶ谷姉妹／インディアンス、超新塾                                                         | 神田うの、Matt、ダンディ坂野（阿佐ヶ谷姉妹のコントへの出演）                                                                               | |
| 65       | 2月8日   | 間宮祥太朗                   | プラス・マイナス、ハナコ／アキナ、空気階段                                                                 | 千鳥／滝沢カレン、ぼる塾（ハナコのコントへの出演）                                                                                         | |
| 66       | 2月15日  | 山内惠介                     | スピードワゴン、我が家／オズワルド、怪奇!YesどんぐりRPG                                                    | | |
| 67       | 2月22日  | 佐藤栞里                     | 銀シャリ、CONTS（河本準一、岩尾望、井上裕介）／ヒガシ逢ウサカ、ダニエルズ                                  | | |
| 68       | 3月7日   | 品川祐 朝日奈央              | ラフレクラン、ザ・マミィ、エイトブリッジ、ティモンディ、見取り図、ジェラードン、かが屋、ファイヤーサンダー | | おもてなす芸人オーディション |
| 69       | 3月14日  | 滝沢カレン                   | 小木博明（おぎやはぎ）、岡部大（ハナコ）、亜生（ミキ）、児嶋一哉（アンジャッシュ）                         | 本谷有希子（ナレーター） | 有田Pのコンコントントン 滝沢カレンがコントを執筆 |

| 2020年度 | 2020年度 | 2020年度         | 2020年度 | 2020年度 | 2020年度 |
| 回       | 本放送日 | ゲスト           | 出演芸人（一本ネタ／ショートネタ） | その他の出演 | 備考 |
| 2020年   | 2020年   | 2020年           | 2020年 | 2020年 | 2020年 |
| -------- | -------- | ---------------- | --- | --- | --- |
| 70       | 4月4日   | 北島康介         | ミルクボーイ、どぶろっく／おいでやす小田、東京ホテイソン | 住田洋 | この回以降、新型コロナウイルスの影響により無観客収録                                                              |
| 71       | 4月11日  | 菊池桃子         | サンシャイン池崎、カミナリ／岩井ジョニ男、Yes!アキト、永野 | 鈴木奈々・ゴー☆ジャス・三瓶・あかつ・スギちゃん・クールポコ。・波田陽区・ジョイマン・レギュラー・クマムシ・ピスタチオ・ダンディ坂野・ですよ。（サンシャイン池崎のコントへの出演） | |
| 72       | 4月18日  | 堀田真由         | トレンディエンジェル、GAG／放課後ハートビート、コウテイ | くっきー!（トレンディエンジェルの漫才への出演） | |
| 73       | 5月23日  | DJ KOO           | 見取り図、アルコ&ピース／きつね、新作のハーモニカ | ありがとう・ぁみ、末吉9太郎、86番(アルコ&ピースのコントへの出演) | |
| 74       | 6月6日   |                  | バイきんぐ、プラス・マイナス、エレキコミック、ダイアン | | ベストネタセレクションPart III                                                                                    |
| 75       | 6月13日  | IMALU            | レイザーラモンRG、後藤淳平（ジャルジャル）、横澤夏子、永野、ゾフィー、原西孝幸（FUJIWARA）、ガーリィレコード、ZAZY、チャンス大城、田渕章裕（インディアンス）                                                                                            | | 特別企画「ネタ動画でおもてなす」                                                                                  |
| 76       | 6月20日  | 藤田ニコル       | 高木晋哉（ジョイマン）、とにかく明るい安村、くっきー!（野性爆弾）、八木真澄（サバンナ）、津田篤宏（ダイアン）、篠宮暁（オジンオズボーン）、バイク川崎バイク、斉藤慎二（ジャングルポケット）、メトロンズ（しずる・ライス・サルゴリラ）、なかやまきんに君 | | 特別企画「ネタ動画でおもてなす」                                                                                  |
| 77       | 7月4日   | 小手伸也         | ライス、ジェラードン | キャッチャー中澤、藤田一真(ライスのコントへの出演） BOOMER、X-GUN、サブロクそうすけ、古賀シュウ、モンスターエンジン、ふとっちょ☆カウボーイ（ジェラードンのコントへの出演） | 令和2年7月豪雨関連報道に伴う、『NHKニュース7』延長のため、15分繰り下げの22:25-23:00に放送。                       |
| 78       | 7月11日  | 夏木マリ         | タイムマシーン3号、うしろシティ／ランジャタイ、じぐざぐ | プラス・マイナス、伊平友樹、佐藤雄大、中村"マーボー"真行、北川淳人(タイムマシーン3号の漫才への出演) | |
| 79       | 7月18日  | 池田美優         | かまいたち、納言、インディアンス、錦鯉、くっきー!（野性爆弾）、土佐有輝（土佐兄弟）、林家ペー＆パー子、野田クリスタル（マヂカルラブリー）、すゑひろがりず                                                                                               | ちぴたん（土佐有輝のネタへの出演） | 新企画「レコメンドネタでおもてなす」 前半週は『NHKスペシャル』放送拡大のため、15分繰り下げの22:25-23:00に放送。   |
| 80       | 8月1日   | ウエンツ瑛士     | アインシュタイン、斉藤慎二・おたけ（ジャングルポケット）、サンシャイン池崎、四千頭身、空気階段、ぼる塾、ゆりやんレトリィバァ、エイトブリッジ、パンサー                                                                                                  | | 新企画「レコメンドネタでおもてなす」 前半週は『NHKスペシャル』放送拡大のため、15分繰り下げの22:25-23:00に放送。   |
| 81       | 8月22日  |                  | 品川庄司、ジャングルポケット、スピードワゴン、うしろシティ | | ベストネタセレクションPart IV                                                                                     |
| 82       | 9月5日   | 滝沢カレン       | ダイアン、ラバーガール | アンタッチャブル・柴田英嗣、横澤夏子、浜口京子、イヌコネクション・杉浦元、3時のヒロイン（ラバーガールのコントへの出演） | |
| 83       | 9月12日  | 水溜りボンド     | かまいたち、しずる／蛙亭、フランスピアノ | ホリ、加島ちかえ、ガリベンズ矢野、JP、天才ピアニスト・ますみ（かまいたちの漫才への出演）、有森也実（しずるのコントへの出演） | |
| 84       | 9月19日  | 高城れに         | 四千頭身、ロッチ／丸山礼、インポッシブル | 永野、鈴木奈々（四千頭身の漫才への出演）、堀内健（ロッチのコント中のギャグを考案） | |
| 85       | 10月3日  | 天童よしみ       | ラフレクラン、笑い飯／トット、クロスバー直撃 | 小出真保、天才ピアニスト・ますみ、コージー冨田（ラフレクランのコントへの出演） | |
| 86       | 10月10日 | 高橋英樹         | 三四郎、ゾフィー／マユリカ、からし蓮根 | カカロニ、ロケット団、むらせ、モリタク!、スズケン、よっしー、ジゴロー（三四郎の漫才への出演） | |
| 87       | 10月17日 | 松本穂香         | 銀シャリ、天竺鼠／ビスケットブラザーズ、はなしょー | さらば青春の光・東ブクロ、女ゆきえ、うたたね・めくるくん（天竺鼠の漫才への出演） | |
| 88       | 10月24日 | [ 注釈 10 ]      | かまいたち、からし蓮根、ビスケットブラザーズ、おいでやす小田 トレンディエンジェル、納言、ジェラードン、もう中学生 | 保里小百合（NHKアナウンサー） | 特別企画「有田Pのジモ芸ニッポン」                                                                                 |
| 89       | 11月7日  | ROLAND           | すゑひろがりず、野性爆弾／赤もみじ、ななまがり | 島田秀平（野性爆弾のコントへの出演） | |
| 90       | 11月14日 | 中条あやみ       | プラス・マイナス、ザ・ギース | 尼神インター渚（プラス・マイナスの漫才への出演）、ホリ、故林広志、ガリベンズ矢野、小椋久美子、おばたのお兄さん（ザ・ギースのコントへの出演） | |
| 91       | 11月28日 | 成田凌           | ゆりやんレトリィバァ、見取り図／ザ・マミィ、ワタリ119、令和ロマン | 竹中直人（ゆりやんレトリィバァのコント、見取り図の漫才への出演）、島田珠代、栗原勝義（見取り図の漫才への出演） | |
| 92       | 12月5日  | 福士蒼汰         | スピードワゴン、ジャルジャル | R藤本、一丁（スピードワゴンの漫才への出演）、永井佑一郎、赤プル、ダンディ坂野、コウメ太夫（ジャルジャルのコントへの出演） | |
| 2021年   |          |                  | | | |
| 93       | 1月9日   |                  | かまいたち、ロッチ、すゑひろがりず、サンシャイン池崎 | | ベストネタセレクションPart V 『NHKスペシャル』放送拡大のため10分繰り下げの22:20-22:55に放送。                     |
| 94       | 1月16日  | はじめしゃちょー | アンガールズ、カミナリ／きつね、トム・ブラウン | 響、しずる、ゆってぃ、クールポコ。（カミナリの漫才への出演） | 『NHKスペシャル』放送拡大のため10分繰り下げの22:20-22:55に放送。                                                  |
| 95       | 1月23日  | 品川祐           | 磁石、ミサイルマン、5GAP、オジンオズボーン、三拍子、BOOMER | | いぶし銀芸人オーディション                                                                                        |
| 96       | 2月6日   | 山田裕貴         | サンシャイン池崎／錦鯉、おいでやすこが、ジェラードン、レインボー、蛙亭、初恋タロー | たつろう、sa'Toshl、ダンディ坂野、テル、ハイメ（以上においでやすこが・こがけんと錦鯉・長谷川雅紀を加えた面々がサンシャイン池崎のコントに出演） | |
| 97       | 2月13日  |                  | 笑い飯、天竺鼠、ライス | | ベストネタセレクションPart VI                                                                                     |
| 98       | 2月27日  | 和田アキ子       | 品川庄司、コロコロチキチキペッパーズ | Mr.シャチホコ（品川庄司の漫才、コロコロチキチキペッパーズのコントへの出演） 松村邦洋、安東弘樹（品川庄司の漫才への出演） そいつどいつ・市川刺身、レインボー、純白パリジェンヌ・草間陽介、ゴスケ、たかぴんア・ラ・モード☆（ピンタンパン）、芦名秀介（コロコロチキチキペッパーズのコントへの出演） | |
| 99       | 3月6日   | フワちゃん       | いとうあさこ、津田篤宏（ダイアン）、林田洋平（ザ・マミィ）、黒沢かずこ（森三中）、馬場園梓（アジアン）、ガリベンズ矢野、アンミカ、福徳秀介（ジャルジャル）、飯尾和樹（ずん）                                                                            | 本谷有希子（ナレーター） | 有田Pのコンコントントン フワちゃんがコントを執筆 『NHKスペシャル』放送拡大のため10分繰り下げの22:20-22:55に放送。 |

| 2021年度 | 2021年度 | 2021年度               | 2021年度                                                                                         | 2021年度 | 2021年度 |
| 回       | 本放送日 | ゲスト                 | 出演芸人（一本ネタ／ショートネタ）                                                               | その他の出演 | 備考 |
| 2021年   | 2021年   | 2021年                 | 2021年                                                                                           | 2021年 | 2021年 |
| -------- | -------- | ---------------------- | ------------------------------------------------------------------------------------------------ | --- | --- |
| 100      | 4月3日   | 二階堂ふみ             | ハナコ／すゑひろがりず、プラス・マイナス、流れ星、レイザーラモンRG&かみちぃ（ジェラードン）      | JP、都留拓也（ラパルフェ）、木村美穂（阿佐ヶ谷姉妹）、坂本冬休み、まねだ聖子、バビロン、荒牧陽子（ハナコのコントへの出演） | |
| 101      | 4月10日  | 風間俊介               | ロッチ／ラランド、ゾフィー、キュウ、ザ・ギース                                                   | 西村瑞樹（バイきんぐ）、山本高広、JP、松田幸起、長谷川恒希（ロッチのコントへの出演） | 『NHKスペシャル』放送拡大のため10分繰り下げの22:00-22:30に放送。 |
| 102      | 4月17日  | 古田新太               | 5GAP／ネルソンズ、オズワルド、ななまがり、天竺鼠                                                 | 吉村崇（平成ノブシコブシ）、メルヘン須長、具志堅用高、鈴木福（5GAPのコントへの出演） | 北海道ブロック（道央エリア・道北エリア・道南エリア・日高胆振エリア・釧路根室エリア・十勝エリア・オホーツクエリア）は当該時間帯に『北海道スタジアム春ノ陣・第2部』を放送するため、同年4月21日25:01 - 25:31に振り替えた。        |
| 103      | 5月1日   | 井上芳雄               | トレンディエンジェル／ウエストランド、東京ホテイソン、ヤンシー＆マリコンヌ、ゆりやんレトリィバァ | 大西ライオン、どぶろっく、ナダル（コロコロチキチキペッパーズ）、はいだしょうこ、ハリウリサ、広音、ゆーびーむ☆（トレンディエンジェルの漫才への出演） | |
| 104      | 5月8日   | 橋本愛                 | ゾフィー／空気階段、鳥居みゆき、錦鯉、ニッポンの社長                                             | 石田亜佑美・羽賀朱音・森戸知沙希（以上モーニング娘。'21）、岡野陽一（以上に空気階段・鈴木もぐらを加えた面々がゾフィーのコントに出演） | |
| 105      | 5月15日  | 内野聖陽               | アルコ&ピース／GAG、わらふぢなるお、ルシファー吉岡、ラバーガール                                 | 松村邦洋（アルコ&ピースのコントへの出演） | |
| 106      | 5月22日  | TAKAHIRO               | タイムマシーン3号／土佐兄弟、ジェラードン、ZAZY、なすなかにし                                    | ダイアン・津田篤宏、前川清（タイムマシーン3号の漫才への出演） | |
| 107      | 6月5日   | 佐々木久美             | ラバーガール／インディアンス、とにかく明るい安村                                                 | 真空ジェシカ、マツモトクラブ、ランジャタイ、どぶろっく、佐久間一行、やさしいズ、フースーヤ、サンシャイン池崎、Yes!アキト、アレックス・ラミレス（ラバーガールのコントへの出演） | |
| 108      | 6月12日  |                        | ジャルジャル、カミナリ、品川庄司                                                                 | | ベストネタセレクションPart VII |
| 109      | 6月19日  | 吉田沙保里             | アンガールズ／きつね、SAKURAI、滝音、レイザーラモンRG&こがけん&西村ヒロチョ                      | 浅越ゴエ、横澤夏子、川村エミコ（たんぽぽ）、ジョイマン、橋本稜（スクールゾーン）、浜口京子（アンガールズのコントへの出演） | |
| 110      | 7月3日   | 山之内すず             | カミナリ、レインボー、アルコ&ピース、テツandトモ 銀シャリ、すゑひろがりず、かが屋、原口あきまさ  | 佐倉綾音（『裏取れ！ジモDちゃん』コーナーキャラクター『ジモDちゃん』の声を担当）乾き亭げそ太郎、タマリ（『ジモDちゃん』コーナーに出演） | 「有田Pのジモ芸ニッポン」第2弾 |
| 111      | 7月17日  | 郷ひろみ               | スピードワゴン／インディアンス、ウエストランド、ネルソンズ、かが屋                               | HiBiKi、No.ナオト、GO!ぴろみ、レッツゴーよしまさ、竹原ひろみ、永野（スピードワゴンの漫才への出演） | 近畿ブロックは該当時間帯に『全力応援!阪神・オリックス ～めざせ夢の“日本シリーズ関西対決”～』放送のため、同年7月19日23:35 - 24:05に振り替えた。                                                                                 |
| 112      | 8月21日  | アンミカ               | プラス・マイナス／宮下草薙、そいつどいつ、ネイビーズアフロ、吉住                                 | モリタク!、河口こうへい、みかん、信濃岳夫、金原早苗、関根勤、とくこ（プラス・マイナスのネタへの出演） | |
| 特       | 9月2日   |                        | さらば青春の光                                                                                   | | 特別編「さらば青春の光〜100人コントSP〜」 2日(1日深夜)0:52-1:22に放送。 |
| 113      | 9月11日  | さかなクン             | ダイアン／3時のヒロイン、トム・ブラウン、コットン、ダンディ坂野                                  | もう中学生、小島よしお、漁港・森田釣竿（ダイアンの漫才への出演） | アメリカ同時多発テロ事件20年式典関連のニュースのため5分繰り下げの21:55-22:25に放送。 |
| 114      | 9月18日  | ホラン千秋             | 磁石／錦鯉、Everybody、TOKYO COOL                                                                | 高山哲哉（NHKアナウンサー）、アメリカザリガニ、ユリオカ超特Q、いつもここから、ブラックポテ子、タナバター、天晴れもん、竹内ズ（磁石のネタへの出演） | |
| 115      | 10月2日  | 清塚信也               | しずる／コロコロチキチキペッパーズ、Aマッソ、わらふぢなるお                                      | きつね、ひょっこりはん、ですよ。、とにかく明るい安村、テツandトモ、哀川翔、コウメ太夫（しずるのコントへの出演） | |
| 116      | 10月9日  | オカダ・カズチカ       | おいでやす小田／コウテイ、空気階段、ビスケットブラザーズ、なだぎ武                               | コロコロチキチキペッパーズ・ナダル、長州小力、蛾野正洋、吉田遊、天龍源一郎（おいでやす小田のコントへの出演） | |
| 117      | 10月16日 | ゆん 景井ひな もーりー | 四千頭身／エルフ、トレンディエンジェル、ネルソンズ                                               | ロイ、エレガント人生・祥子、村方乃々佳（四千頭身の漫才への出演） | 特別企画「Z世代をおもてなす」 |
| 118      | 11月6日  | 長濱ねる               | ゆりやんレトリィバァ／東京ホテイソン、ザ☆健康ボーイズ（八木真澄&なかやまきんに君）、佐久間一行   | 夢屋まさる、ピスタチオ、ゆってぃ、三瓶、スギちゃん（ゆりやんレトリィバァのコントへの出演） | 長濱がPR大使を務めるNHKのSDGsキャンペーン「未来へ 17アクション」の一環として放送。 |
| 119      | 11月13日 | 伊沢拓司               | 三四郎／ハナコ、ママタルト、蛙亭                                                                 | 福井謙二、藤本淳史、林輝幸、富永美樹（三四郎のネタへの出演） | 『NHKスペシャル』放送延長のため5分繰り下げの21:55 - 22:25に放送。 |
| 120      | 11月20日 | 中村勘九郎             | ジャングルポケット／カミナリ、大谷健太、ゾフィー、5GAP                                           | レインボー、サンシャイン池崎、Yes!アキト、すゑひろがりず（ジャングルポケットのコントへの出演） | 北海道ブロック（道央エリア・道北エリア・道南エリア・釧路根室エリア・十勝エリア・日高胆振エリア・オホーツクエリア）は『北海道スタジアム・秋ノ陣』放送に伴う『NHKスペシャル』時差放送のため、同年11月25日24:51-25:21に振り替え。 |
| 121      | 12月11日 | 那須川天心             | 笑い飯／滝音、真空ジェシカ、ランジャタイ                                                         | ダイアン・津田篤宏、具志堅用高、横川尚隆（笑い飯の漫才への出演） | |
| 2022年   |          |                        |                                                                                                  | | |
| 122      | 1月15日  |                        | トレンディエンジェル、しずる                                                                     | | ベストネタセレクションPart VIII |
| 123      | 1月22日  | 小池栄子               | ジェラードン／ザ・マミィ、男性ブランコ、金の国                                                   | 松村邦洋、ペナルティ・ワッキー、岡野陽一、ラパルフェ・都留拓也、むらせ、イチキップリン、いぬ、白竜（以上にザ・マミィの酒井貴士を加えた面々がジェラードンのコントに出演） | |
| 124      | 3月5日   |                        | ロッチ                                                                                           | コウメ太夫、猫ひろし、にゃんこスター、大西ライオン、井戸田潤（スピードワゴン）、永野宗典、石田剛太、斎藤司（トレンディエンジェル）、クマムシ、小郷知子（NHKアナウンサー）、ひがもえる、春日俊彰（オードリー）、ホリ、加島ちかえ、JP、ガリベンズ矢野、ますみ（天才ピアニスト）、ダンディ坂野（ロッチのコントへの出演） | 最終回特別企画「プロデュースベスト20スペシャル」 『NHKニュース7』延長のため、20分繰り下げの22:10-22:40に放送。 |

## スタッフ

### レギュラー放送
- ナレーション：杉田智和　文字放送のテロップの色は黄色。
- 構成：樅野太紀、酒井義文、谷口マサヒト
- 技術：石上洋子、佐藤陸智、高橋明【週替り】
- 撮影：渡辺善光
- 照明：岩田研二
- 音声：磯部傑、松本靖司【週替り】
- 映像技術：齋藤佑樹、内村友海、遠藤啄郎、石川秋男【週替り】
- 美術：山口高志（以前は映像デザイン）、笠松大輔【週替り】
- 編集：竹原孝尚【毎週】、水上慎之介【不定期】
- 音響効果：髙野正樹
- プロデューサー：三木真吾（以前は演出）
- 制作統括：茂山圭司
- 演出：古賀仁、広部公一、夏目裕人、安藝昌和、吉田貴之、斉藤夏基、田中千晶、齋藤弘一、須藤あいら、渡部玲、鈴木康之、山本佳弘、田所萌香【週替り】
- 制作著作：NHK

### 過去のスタッフ
- ナレーション：銀河万丈、安井絵里（特番第1回のみ）
- 技術：松浦勝一
- 撮影：杉浦英克
- 照明：矢嶋航
- 音声：吉井歩
- 映像技術：佐藤裕藤
- 編集：城島純一
- プロデューサー：赤川工